# Хридаянанда Госвами
Хридаяна́нда Да́с(а) Госва́ми (IAST: Hṛdayānanda Dāsa Gosvāmī, англ. Hridayananda Das Goswami, также известен как Ачарьяде́ва, IAST: Ācāryadeva; имя при рождении — Хо́вард Ре́зник, англ. Howard J. Resnick; род. 5 ноября 1948, Лос-Анджелес, Калифорния) — американский кришнаитский религиозный деятель и проповедник, один из духовных лидеров Международного общества сознания Кришны (ИСККОН) и один из наиболее выдающихся учеников основателя ИСККОН Бхактиведанты Свами Прабхупады, гуру (с 1977) и член Руководящего совета ИСККОН (с 1974). Учёные описывают Хридаянанду Госвами как одного из лучших кришнаитских проповедников, известного «своими проповедями и терпким остроумием».

## Биография

### Ранние годы
Ховард Резник родился 5 ноября 1948 года в Лос-Анджелесе в состоятельной еврейской семье. Его бабушка по линии матери была родом из Вильнюса. В 1967 году он поступил в Калифорнийский университет в Беркли. 

### Обращение в кришнаизм
С гаудия-вайшнавизмом Резник впервые познакомился в 1969 году, побывав на лекции основателя ИСККОН Бхактиведанты Свами Прабхупады. В том же году он оставил учёбу и поселился в кришнаитском ашраме в Беркли, став монахом-послушником. 8 февраля 1970 года получил от Прабхупады духовное посвящение и санскритское имя «Хридаянанда Даса». В 1972 году принял санньясу (уклад жизни в отречении) и титул «госвами».

### Проповедь в Латинской Америке
В 1974 году Прабхупада назначил Хридаянанду членом Руководящего совета ИСККОН, ответственным за проповедь в странах Латинской Америки и во Флориде. Под руководством Хридаянанды ИСККОН в Бразилии и других латиноамериканских странах пережил период бурного роста, во многих крупных городах были открыты кришнаитские храмы. После смерти Прабхупады в ноябре 1977 года Хридаянанда стал одним из 11 инициирующих гуру ИСККОН.

### Теледебаты с «отцом депрограммирования» Тедом Патриком (1979)
В конце 1970-х — начале 1980-х гг., в разгар антикультовой истерии в США, Хридаянанда Госвами представлял ИСККОН в полемике с антикультистами. В 1979 году он принял участие в теледебатах с известным антикультистом, «отцом депрограммирования» Тедом Патриком. Американский автор и публицист Стефани Саймон, упомянув об этом факте в своей книге «Тонкое тело: история йоги в Америке» (2010), описала Хридаянанду как «хорошо образованного» и «изысканного» оратора. По мнению Саймон, суть презентации Хридаянанды на этих дебатах хорошо передают следующие его слова: «Это материалистическое общество … сбивает с толку и обманывает молодых людей, погружая их в пучину бесполезной и разочаровывающей жизни, основанной на удовлетворении материальных чувств, и не даёт им никакого понимания Бога и цели человеческой жизни».

### Писательская и переводческая деятельность
В начале 1980-х годов Хридаянанда завершил перевод с санскрита и комментирование индуистского священного текста «Бхагавата-пураны» — работу, начатую ранее Прабхупадой. Затем он работал над адаптацией в исторический роман древнеиндийского эпоса «Махабхарата». В 2015 году вышел в свет его комментированный перевод «Бхагавадгиты» — «A Comprehensive Guide to
Bhagavad-gita with Literal Translation».

### Образование и научная деятельность
В 1992 году Хридаянанда получил степень бакалавра по религиоведению в Калифорнийском университете в Лос-Анджелесе. В 1996 году он защитил докторскую диссертацию по санскриту и индологии в Гарвардском университете. В качестве приглашённого профессора Хридаянанда читал курсы лекций в Калифорнийском университете в Лос-Анджелесе, Флоридском университете и Аспирантском богословском союзе в Беркли. Он является автором ряда научных работ по вайшнавской философии.